# Seynod
Seynod era una comuna francesa situada en el departamento de Alta Saboya, de la región de Auvernia-Ródano-Alpes, que el uno de enero de 2017 pasó a ser una comuna delegada de la comuna nueva de Annecy al fusionarse con las comunas de Annecy, Annecy-le-Vieux, Cran-Gevrier, Meythet y Pringy.

## Geografía
El municipio de Seynod está situado a las afueras de Annecy al suroeste. Su punto más bajo se encuentra a 450m, en el distrito de Croix-Rouge, y el más alto a 1020m, en la montaña de Semnoz. Su territorio se extiende a lo largo del RD5, la RN 201 y la autopista A41 y los límites naturales son los contrafuertes del macizo de Semnoz situado al sureste.

## Historia
Numerosos nacimientos galorromanos nos recuerdan que la actividad de Saginatum fue intensa. Varias tumbas, así como objetos de cerámica de los siglos III y IV, han sido descubiertas en el vecindario de Branchy. Seynod se encuentra sobre el trazado de una vía romana construida en el siglo III que une los vicus de Boutae (Annecy) para Lemencum (Chambéry) a través de Aquae (Aix-les-Bains). Esta atravesaría las villas de Saginatum (Seynod), Coesiacus (Cesy), Bissunacus (Bessonnex) y Veratiacus (Vraisy).
Posteriormente, la donación de Lotario a su mujer Thietberge en el año 867 menciona los dominios de Sagenodum (Seynod) y Viriglium (Vergloz) como pertenecientes al dominio real. Es el documento más antiguo donde se recoge la existencia de la villa. Más tarde, una carta de donación de Guillermo II de Ginebra a favor de las mujeres de Santa Catalina fechado el 10 de junio de 1227 menciona el lugar de Seymeno.
Entre el 15 de junio y el 16 de julio de 1944, 40 resistentes fueron fusilados en Vieugy. El 29 de agosto y 2 de septiembre de 1944, en represalia por estos fusilamientos, 80 prisioneros de guerra alemanes fueron asesinados por partisanos franceses.
El municipio de Seynod absorbió el de Vieugy en 1965 y el de Balmont en 1972.

### Toponimia
Básicamente hay dos teorías sobre el origen del nombre del municipio. Para algunos, Seynod vendría del latín Saginatum (o Seynodum). "Sagina" significa grasa y junto con el sufijo "Atum" significaría un lugar donde engordan los animales, en especial cerdos. Para otros el nombre de Seynod (en lengua francoprovenzal Sênu) designaría un robledal. Como las bellotas de los robles se utilizaban para engordar los cerdos ambas etimologías podrían tener su sentido.

### Escudo de armas
Seynod tiene su propio escudo de armas, símbolo de su historia y sus actividades. El primer cuartel indica la pertenencia al Ducado de Saboya. El segundo cuartel, representado por una mazorca de maíz y un árbol, simboliza la actividad agrícola y recuerda la importancia del bosque en Seynod. El tercer cuartel representa la actividad industrial por la rueda dentada, y la actividad comercial por la cabeza de Mercurio, dios del comercio. El cuarto cuartel contiene el escudo de armas de la familia Pelard, que fueron señores de Seynod en los siglos XIV, XV y XVI. Este blasón es de azur, dos chevrones entrelazados en aspa, el de arriba de oro y otro de plata y flanqueados por cuatro estrellas.

## Demografía
| Gráfica de evolución demográfica de Seynod entre 1800 y 2017 |
|                                                              |

Los datos demográficos contemplados en este gráfico de la comuna de Seynod se han cogido de 1800 a 1999 de la página francesa EHESS/Cassini, y los demás datos de la página del INSEE.

## Lugares de interés

### Patrimonio arquitectónico

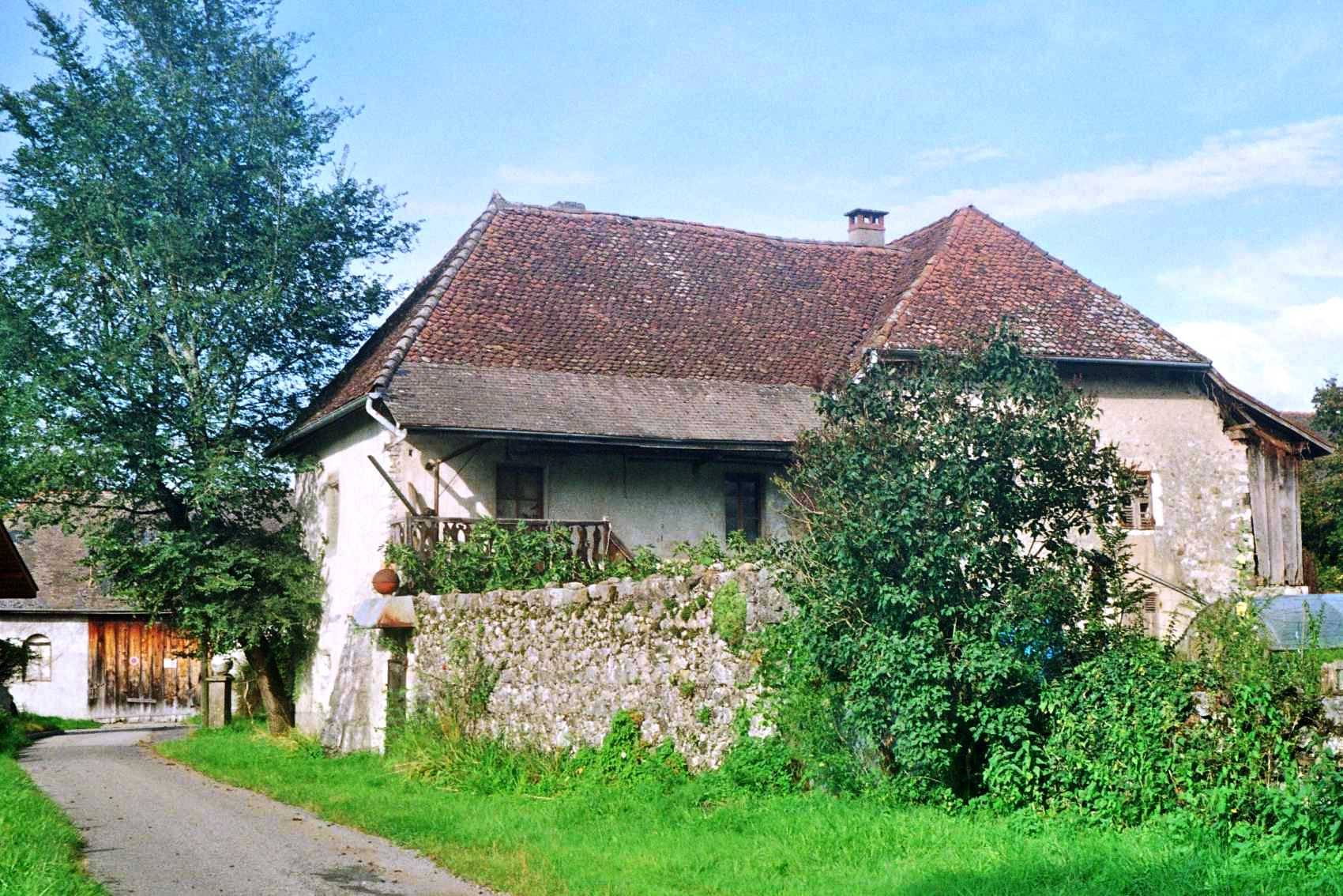
Casona típica de la región

- Châteauvieux. Casa fortificada bastante bien conservada, con una torre redonda y una bella portada coronada por un escudo de armas de los Pelard de 1593.
- La Maison de Méclaz. Fue construida en la segunda mitad del siglo XIX. Se encontraba en la meseta por encima del vecindario de Méclaz, en el límite de la parroquia de Quintal. Tenía un estanque, del que aún se pueden ver los diques yendo a Pennossey. La Casa de Malaz fue comparada por la ciudad de Seynod en 1983 y posteriormente restaurada. Actualmente se utiliza como residencia de artistas y se realizan diversas actividades artísticas.
- Château Periaz (o Peyriaz). Situado a 500m debajo de Châteauvieux el camino de Aix, esta casa fortificada se remonta al siglo XVI, cuando fue adquirida por la familia de Regard. Su diseño consiste en un edificio de planta rectangular con dos torres triangulares. En el siglo XVII, el señorío de Periaz pertenecía a la rama de Chanay des Regards de Villeneuve. Incautado durante la  Revolución, la propiedad pasó por varias manos. La familia Jacquet es la última familia que ha trabajado la tierra que rodea el lugar.
- Château d'Orlier (o Orlyer,Orlyé). Casa fortificada situada cerca de la iglesia de Balmont, sólo queda una torre circular coronada por un techo cónico. Su origen exacto es desconocido. Lo que se conoce seguro es que en el siglo XIV que perteneció a los señores de Orli.
- Maison des nobles d'Orlier de Viuz-la-Chiesaz. Casa situada en Sacconges, donde está documentada desde el 1642.
- Torre de Branchy. Se trata de una torre de planta octogonal construida en el siglo XIX en la colina de Brancy.[8]

### Patrimonio religioso
- Iglesia de San Martín. Es una de las iglesias más antiguas de la región de Annecy. Los contrafuertes de la iglesia hay un bloque de piedra caliza amarilla con una inscripción romana. Su corazón es del siglo XVII y las vidrieras del siglo XVIII. El presbiterio es del siglo XVI. Varios documentos del siglo XV mencionan la iglesia, entre ellos una bula del Papa Pablo II de 20 de junio de 1468 por la que se une la iglesia en la colegiata de Notre-Dame de Liesse de Annecy.
- Iglesia de San Mauricio. Del siglo XVI, reconstruida en los siglos XVII y XIX.
- Capilla de Vieugy. También es una iglesia muy antigua. Hay trazas de esta en textos que datan de 1140. Fue reconstruida y ampliada varias veces, sobre todo por el arquitecto Charles Gallo en 1778, justo antes de la Revolución Francesa. En 1871 su decadencia obligó al municipio a construir una nueva iglesia, a pesar de las protestas de los residentes. La antigua capilla fue destruida, pero el corazón (que podría datar de finales del siglo XVI - siglo XVII) se mantuvo. El 15 de junio de 1944, los cuerpos de 15 guerrilleros muertos fueron depositados allí.
- Capilla de Loverchy. Fue construida antes del siglo XV como un anexo a la iglesia de Seynod y bajo el patrocinio de San José. Después de la  Revolución se convirtió en un granero. En 1802 la parroquia fue suprimida, pero aún es visible a lo largo de la carretera departamental 5.
- Las cruces misionales. Son una treintena de cruces misionales de la madera o de piedra. Son el testimonio directo de la piedad de antaño.[9]

## Ciudades hermanadas
- Ineu  Rumania
- Malgrat de Mar  España